# Wildenfels
Wildenfels település Németországban, azon belül Szászország tartományban. Lakosainak száma 3491 fő (2023. december 31.).

## Népesség
A település népességének változása:
| Lakosok száma | 3647 | 3583 | 3564 | 3556 | 3491 |
|               | 2017 | 2019 | 2021 | 2022 | 2023 |